# Кривка (Бещадський повіт)
Кри́вка (пол. Krywka) — покинуте село Бещадського повіту Підкарпатського воєводства Республіки Польща. Колишнє бойківське село.

## Історія
Закріпачене в 1580 року в маєтностях Кмітів на волоському праві. До 1772 року село перебувало у складі Перемишльської землі Руського воєводства.
У 1772—1918 роках село було у складі Австро-Угорської монархії, у провінції Королівство Галичини та Володимирії. У 1883 році село належало до Ліського повіту, у селі нараховувалося 250 мешканців (20 у фільварку), з них 245 греко-католиків і 5 римо-католиків.
У 1919—1939 роках — у складі Польщі. Село належало до Ліського повіту Львівського воєводства, у 1934-1939 рр. входило до складу ґміни Літовищі. На 1 січня 1939 року в селі мешкало 460 осіб, з них 430 українців-греко-католиків, 5 українців-римокатоликів та 25 євреїв.
У 1940—1951 роках село належало до Нижньо-Устрицького району Дрогобицької області.
В межах договору обміну територіями 1951 року все українське населення насильно виселене, зокрема в село Золота Балка у Нововоронцовському районі Херсонської області та у Ширяївський район Одеської області, село припинило існування, а територія включена до солтиства Літовищі.

## Церква
У XIX столітті в селі була дерев’яна церква Зачаття святої Анни, була дочірньою церквою парафії Літовищі Затварницького деканату.
У 1901 році збудована дерев’яна церква Непорочного Зачаття Пресвятої Діви Марії, була дочірньою церквою парафії Літовищі Затварницького деканату (від 1924 року  — Лютовиського деканату) Перемишльської єпархії УГКЦ. Після виселення українців церква зруйнована до 1956 року.